# Bangladesch-Krieg
Der Bangladesch-Krieg (bengalisch মুক্তিযুদ্ধ Muktijuddho, „Befreiungskrieg“) war ein vom 25. März bis zum 16. Dezember 1971 währender militärischer Konflikt zwischen Westpakistan, dem heutigen Pakistan, und Ostpakistan, dem heutigen Bangladesch, der mit der Sezession des letzteren und seiner Anerkennung als eigenständiger Staat endete. Entscheidend für den Erfolg Bangladeschs war das Eingreifen Indiens auf seiner Seite im Dritten Indisch-Pakistanischen Krieg. Zur Unterdrückung der Unabhängigkeitsbestrebungen hatten die pakistanische Armee und verbündete Milizen zuvor den Genozid in Bangladesch begangen.

## Ursachen

Lage von West- und Ostpakistan innerhalb Asiens (1971)

Gemäß dem Mountbattenplan wurde das britisch-indische Kolonialreich 1947 aufgeteilt und in die Unabhängigkeit entlassen, wobei mit dem vorwiegend laizistischen Indien und dem muslimischen Pakistan zwei Staaten entstanden. Pakistan selbst bestand aus zwei Teilen (Ost- und Westpakistan), die, durch Indien getrennt, geographisch weit voneinander entfernt lagen. Da Westpakistan die Führung der beiden Landesteile beanspruchte, kam es aufgrund kultureller, ökonomischer und politischer Unterschiede bald zu Konflikten mit Ostpakistan. Ostpakistaner (Bengalen) waren, obwohl sie etwa die Hälfte der Gesamtbevölkerung stellten, in der Führungsspitze des Staates und insbesondere auch in der Armeeführung im Vergleich zu ihrem Anteil an der Gesamtbevölkerung erheblich unterrepräsentiert.
Im Jahre 1948 verkündete Muhammad Ali Jinnah, der erste Generalgouverneur von Pakistan, in Dhaka, „Urdu und nur Urdu“ als Staatssprache in beiden Teilen Pakistans einzuführen. Dies rief als Reaktion in Ostpakistan die „Bewegung für die bengalische Sprache“ hervor, die schließlich durchsetzen konnte, dass in der Verfassung Pakistans 1956 zwei Amtssprachen, Urdu und Bengalisch, festgeschrieben wurden. Trotzdem blieb die massive wirtschaftliche und politische Benachteiligung Ostpakistans weiter bestehen.
Als zusätzlich dazu aufgrund der Unzufriedenheit in Ostpakistan nach dem verheerenden Zyklon im November 1970 bei den pakistanischen Nationalwahlen im Dezember 1970 und im März 1971 die oppositionelle ostpakistanische Awami-Liga siegte, sah die militärische Zentralregierung in Westpakistan den Fortbestand ihrer Vormachtstellung und die Einheit Pakistans bedroht. Sie weigerte sich, den Sieg der Awami-Liga anzuerkennen und ihr die Regierungsgeschäfte zu übergeben, was die ohnehin bereits vorhandenen sezessionistischen Bestrebungen Ostpakistans verstärkte. Als die Militärregierung Westpakistans im März 1971 die verfassunggebende Versammlung aussetzte, rief die Awami-Liga zum zivilen Ungehorsam auf. Der darauffolgende Generalstreik führte zu einem Zusammenbruch der öffentlichen Ordnung in ganz Ostpakistan.

## Kriegsverlauf und Auswirkungen

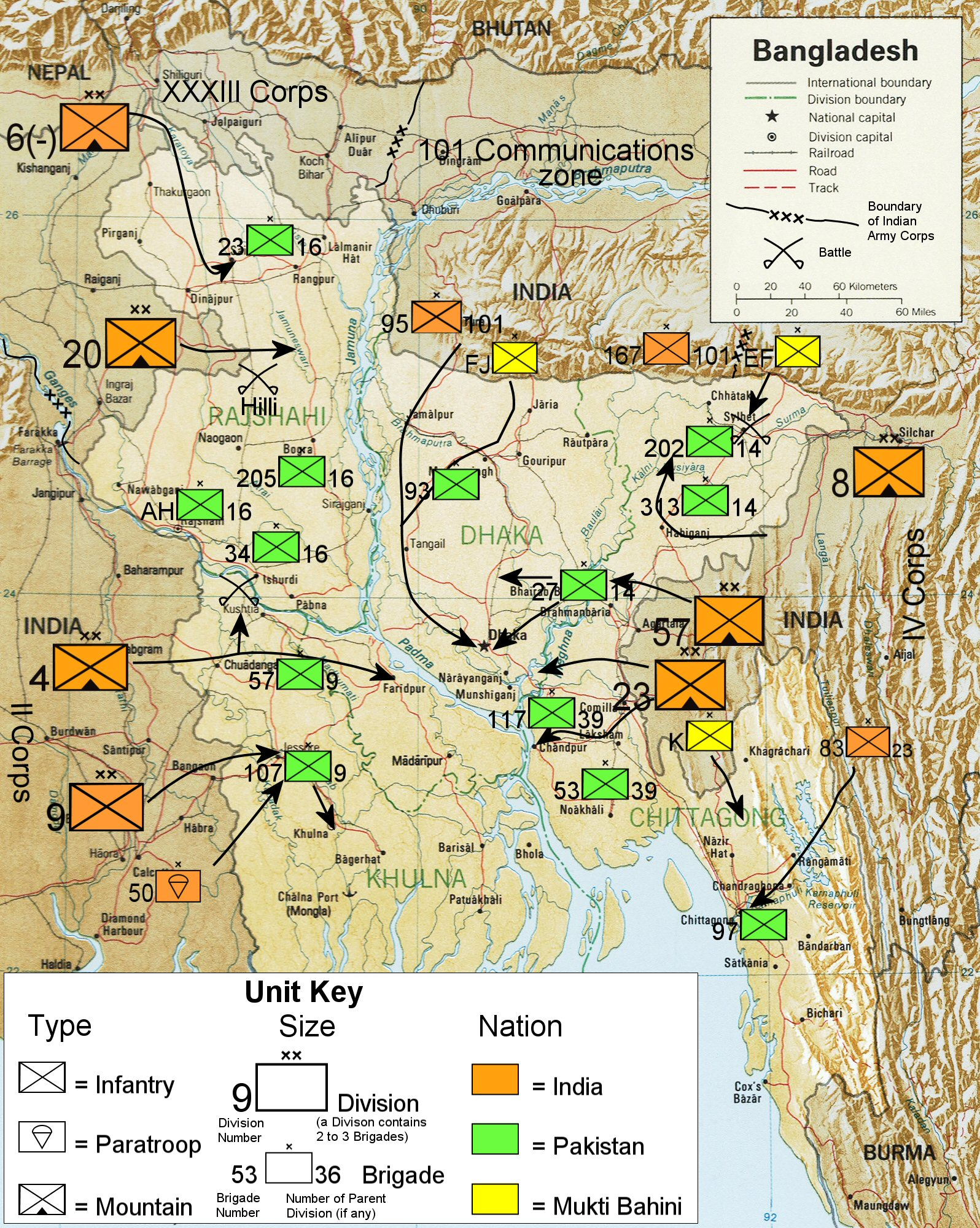
Abbildung zeigt militärische Einheiten und Truppenbewegungen während des Krieges

Am 25. März 1971 brach der westpakistanische Militär- und Regierungschef Yahya Khan alle Verhandlungen mit der Awami-Liga ab, verließ Ostpakistan und gab sofort darauf den in Ostpakistan stationierten pakistanischen Einheiten den Einsatzbefehl. Die pakistanischen Einheiten schafften es zwar, am 26. März Mujibur Rahman, den Führer der Awami-Liga, festzunehmen, die restliche Führungsspitze der Awami-Liga rief jedoch noch am selben Tag im indischen Exil den unabhängigen Staat „Bangladesch“ aus. Die Existenz dieses Staates hing jedoch ganz vom militärischen Erfolg der Guerillabewegung ab. Die Widerstandsarmee Mukti Bahini ließ sich auf einen Guerillakrieg gegen die Pakistanis ein.
Indien hatte ein strategisches Interesse an einem unabhängigen Bangladesch, da dadurch in potentiellen weiteren Kriegen mit Pakistan keine Zwei-Fronten-Situation im Osten und Westen Indiens mehr bestanden hätte. Außerdem gab es auch Zerschlagungspläne der indischen Regierung für Westpakistan. Aus diesem Grund erfuhr Bangladesch vor allem von Indien Unterstützung, das die ostpakistanischen Guerilla ausbildete und die Grenzen für westpakistanische Versorgungsgüter sperrte. Als der Flüchtlingsstrom auf bis zu zehn Millionen Menschen anschwoll, entschloss sich Indien schließlich auch zu einem direkten Eingreifen. Ab Juni 1971 drangen indische Paramilitärs (Border Security Force) tiefer in ostpakistanisches Territorium vor, um die Guerilla zu unterstützen. Dies führte zu einer weiteren Eskalation des Konfliktes. Am 3. Dezember 1971 bombardierte Pakistan mit seiner Luftwaffe indische Ziele. Daraufhin kam es auch zu offenen Kampfhandlungen an der indisch-westpakistanischen Grenze. Pakistan versenkte mit seinem U-Boot Hangor die indische Fregatte Khukri, die erste Versenkung eines feindlichen Schiffes durch ein U-Boot seit dem Zweiten Weltkrieg.
Der Krieg endete in Ostpakistan am 16. Dezember 1971 mit der Kapitulation der westpakistanischen Einheiten und in Westpakistan am 17. Dezember durch einen Waffenstillstand mit Indien. Die pakistanische Militärregierung musste als Folge der Niederlage zurücktreten; ebenso trat auch der zwei Wochen zuvor eingesetzte Ministerpräsident Nurul Amin zurück.

## Kriegsverbrechen
Die Zahl der Todesopfer wird auf mindestens 300.000 bis zu 3 Millionen geschätzt. Es kam zu massenhaften Vergewaltigungen von Bengalinnen und es gab Fälle von Zwangsprostitution. Die Zahl der vergewaltigten Frauen wird auf bis zu 200.000 geschätzt. Es gab Massaker an Teilen der Zivilbevölkerung  durch die Pakistanische Armee. Noch Jahrzehnte später wurden immer wieder Massengräber entdeckt. Die pakistanische Armee wurde dabei von bengalischen Kollaborateuren, die sich vor allem aus dem islamistischen Umfeld der Jamaat-e-Islami rekrutierten, unterstützt. Diese Islamisten wollten den vermeintlich „islamischen Staat“ Pakistan beibehalten und bekämpften die bengalische Autonomiebewegung, die ideologisch überwiegend säkular und sozialistisch ausgerichtet war. Zu den pro-pakistanischen Milizen gehörten al Badr (arabisch البدر, „der Vollmond“) und al Shams (arabisch الشمس, „die Sonne“) sowie die sogenannten Razakars (Urdu رضاکار, „Freiwillige“). Alle drei waren als Todesschwadronen berüchtigt, die eine Terrorisierung der Zivilbevölkerung mit zahlreichen Morden, Entführungen, Folterungen und Vergewaltigungen zu verantworten hatten.
2013 wurde Delwar Hossain Sayeedi wegen Massenmordes, Vergewaltigung, Brandstiftung, Plünderung und religiöser Verfolgung zum Tode verurteilt. Abdul Quader Molla wurde zuvor zu lebenslanger Freiheitsstrafe verurteilt, jedoch verschärfte der Oberste Gerichtshof das Urteil später aufgrund von Massenprotesten zu einer Todesstrafe, die am 12. Dezember 2013 vollstreckt wurde.
Die ebenfalls 2013 verurteilten Salahuddin Quader Chowdhury und Ali Ahsan Mohammad Mojaheed wurden am 22. November 2015 im Zentralgefängnis der Hauptstadt Dhaka gehängt.